# Setra
Setra er et busvaremærke tilhørende Daimler-selskabet EvoBus. Navnet kommer af ordet „selbsttragend“ (selvbærende).

## Historie
Da Karl Kässbohrer Fahrzeugbau på IAA-messen i Frankfurt am Main i 1951 præsenterede sin første Setra bus – S8 – blev en epoke i busbygning indledt. Ingen havde tidligere set noget tilsvarende, men snart kom mange efterfølgere til at bygge busser på samme måde. Selve præsentationen var meget forbløffende, i det kun 6 mænd bar hele stålskelettet til bussen frem for den måbende kreds af fagfolk, som besøgte messen. Navnet angiver, som nævnt ovenfor, den selvbærende idé. Den fremsynede Karl Kässbohrer var blevet inspireret af idéer fra flyindustrien og fremlagde konstrukstionsmålene for den første helbyggede selvbærende buskonstruktion i verden:
- Motoren monteret bagest
- Betydelig lavere egenvægt
- Betydelig bedre styrke i karosseriet
- Øget sikkerhed

Desuden fik man udnyttet volumen bedre, både for passerenes bekvemmelighed og deres mulighed for at tage bagage med sig. S8 var en 8 rækkers bus dvs. 8 stolerækker og 33+1+1 pladser. 
Kässbohrer Setra begyndte at bygge busser i 1893, men byggede frem til 1951 kun på chassiser fra andre fabrikker.

## Aktuelle modeller

### MultiClass (Rutebil & Bybus)
- Setra S 415 H
- Setra S 416 H
- Setra S 412 UL
- Setra S 415 UL
- Setra S 416 UL
- Setra S 417 UL
- Setra S 419 UL
- Setra S 415 LE Business
- Setra S 416 LE Business
- Setra S 418 LE Business
- Setra S 415 UL Business
- Setra S 416 UL Business
- Setra S 417 UL Business

### ComfortClass (Turistbus)
- Setra S 511 HD
- Setra S 515 HD
- Setra S 516 HD
- Setra S 516 HD/2
- Setra S 517 HD
- Setra S 517 HD

### TopClass (Turistbus)
- Setra S 515 HDH
- Setra S 516 HDH
- Setra S 517 HDH
- Setra S 431 DT
- Setra S 531 DT